# Entree WG-Plein 100-873
De beeldengroep Entree WG-Plein 100-873 is een artistiek kunstwerk in Amsterdam Oud-West.
De groep bestaande uit vier (eigenlijk zes) beelden van graniet van Hildo Krop versiert beide entrees van de voormalige chirurgische klinieken van het Wilhelmina Gasthuis. Dat gebouw van het ziekenhuis werd ontworpen door stadsarchitecten Eduard Pieter Messer en Allard Remco Hulshoff, beiden werkend voor de Dienst der Publieke Werken. Het gebouw bestaande uit een centraal gebouw en twee vleugels, is in strak symmetrische vorm opgezet volgens de expressionistische stijl. Het centrale deel heeft dan ook twee ingangen. Voor beide ingangen ontwierp Krop twee beelden met elk een toevoeging.
De linker toegang laat links een verpleegster met patiënt zien en rechts een manlijke chirurg; de rechter toegang links een manlijke chirurg en rechts de verpleegster met patiënt. Beide paren zijn ingepast in de symmetrie van het gebouw. Krop zorgde ook voor asymmetrie. Bij de linker toegang staat boven de verpleegster met patiënt een boogschutter, bij de rechter een afbeelding van een “schot in de roos”. Beide tableaus stammen uit de periode rond 1931. De aanbestedingen van bouw van de gebouwen vonden plaats in de periode 1931 tot 1937, De dubbele kliniek kon in november 1937 geopend worden.

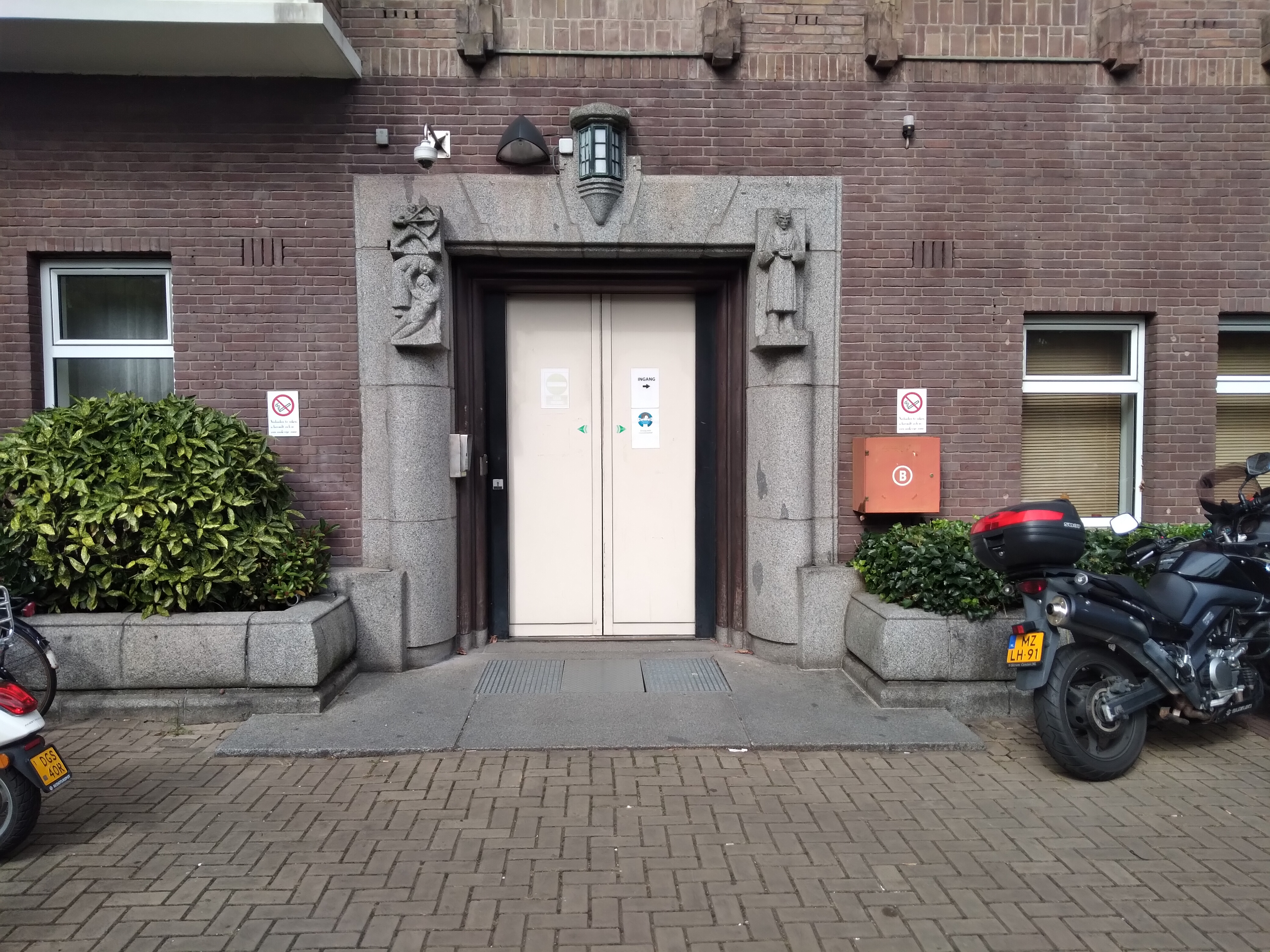
Linker ingang (september 2021)

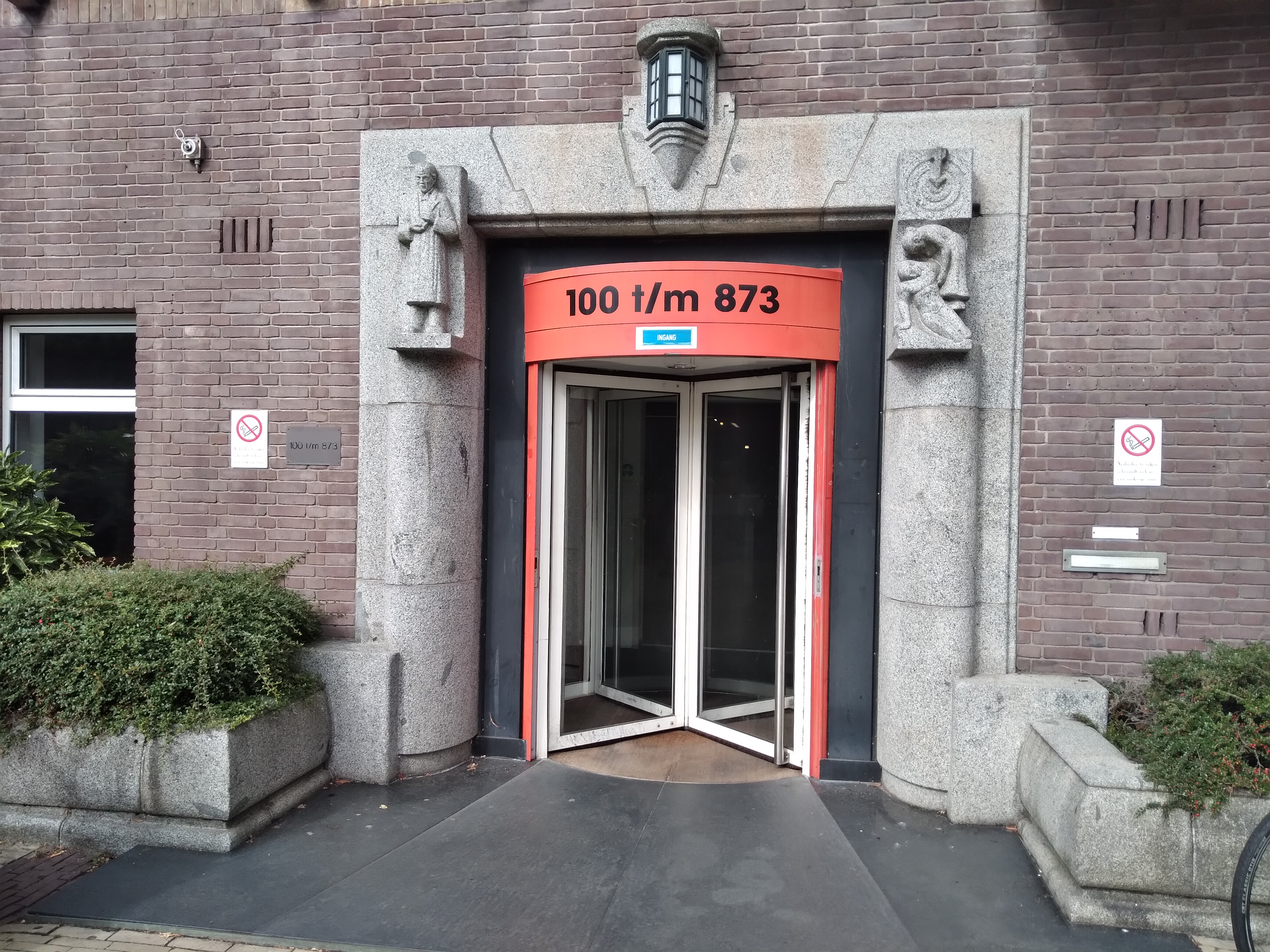
Rechter ingang (september 2021)